# Crocodil (faraon)
Crocodil (citit și Shendjw; fl. c. 3170 BC) este numele provizoriu al unui faraon al Egiptului Antic din perioada predinastică. Este posibil ca el să fi domnit spre sfârșitul perioadei a treia a culturii Naqada.  Aluziile la existența lui sunt incerte și se bazează pe interpretarea unor inscripții neclare desenate cu cerneală, ca urmare există controverse pe marginea existenței sale.